# Philippe Eberhard Joseph de Loewenstein-Wertheim
Philippe Eberhard Joseph de Loewenstein-Wertheim-Rochefort (en allemand, Philipp Eberhard Joseph von Löwenstein-Wertheim-Rochefort) est un aristocrate allemand, prince du Saint-Empire), abbé commendataire de Murbach, de Lure et de Gorze, grand-doyen de la cathédrale de Strasbourg, né à Wertheim (Bade-Wurtemberg) le 23 août 1657, et mort à Guebwiller le 19 janvier 1720.

## Biographie
Philippe Eberhard de Loewenstein-Wertheim est le fils de Ferdinand Charles, comte de Loewenstein–Wertheim, et de Marie-Anne de Furstenberg-Heiligenberg (1634-1705), sœur de François-Egon de Fürstenberg), évêque de Metz (1658-1663), puis évêque de Strasbourg (1663-1682), prince-abbé de Murbach, de Guillaume-Egon de Fürstenberg, élu évêque de Metz (1663-1668) mais doit démissionner puis évêque de Strasbourg (1682-1704), et de Hermann Egon de Furstenberg-Heiligenberg (1627-1674), père de Félix-Egon de Furstenberg-Heiligenberg (1657-1686), prince-abbé de Murbach-Lure.
Il est l'héritier des titres de comte de Loewenstein, Wertheim, Rochefort, seigneur de Montaigu, Cugnon, Chassepierre, Herbemont, Treyberg, Scharpfeneck et promis dès sa naissance à une brillante carrière ecclésiastique. Il est chanoine des chapitres de Cologne et de Strasbourg à l'âge de 6 ans, en 1663, de la cathédrale de Wurtzbourg en 1668 et du chapitre équestral Saint-Géréon de Cologne en 1670. Coadjuteur de l’archevêque de Cologne, grand-doyen de la cathédrale de Strasbourg. Louis XIV le nomme coadjuteur de son cousin Félix-Egon de Furstenberg-Heiligenberg, prince-abbé commendataire de Murbach et de Lure. Quand son oncle meurt, le roi l'impose comme abbé commendataire de Murbach-Lure dans l'élection du 29 mars 1686 et le nomme le 24 avril 1686. À ce titre est attaché celui de prince du Saint-Empire. Mais cette désignation va entraîner une crise. Le chapitre de Murbach élit le 6 juin 1686 l’un des siens, l’abbé régulier Colomban d’Andlau, et le nonce de Lucerne a choisi le 5 août 1686 le grand-prieur de Lure, Léger Zinth de Kentzingen. En décembre Philippe de Loewenstein prélève une somme importante dans le trésor capitulaire ce qui entraîne une plainte du chapitre de Murbach auprès de l’intendant d’Alsace. Celui-ci prend la défense de l'administrateur nommé par le roi et contraint à le doyen Antoine de Beroldingen en 1688 et en choisit un nouveau mieux disposé. Philippe de Loewenstein obtient un accord avec le chapitre de Murbach après son élection régulière le 10 juillet 1692 Le pape a fini par reconnaître son élection le 16 avril 1693.
Il va réorganiser la gestion des revenus de la principauté de Murbach sortie très affaiblie des guerres du XVIIe siècle. Il change le personnel, introduit le vénalité des offices, fait reprendre l’exploitation des carrières de grès de Bergholtz et rouvre les mines d’argent de Moosch-Werschholtz dans la vallée de Saint-Amarin et celles de Plancher dans les domaines de Lure, développe le thermalisme à Wattwiller. Il favorise l'implantation de verriers dans la haute vallée de la Thur, en 1699, avec la création du village de Wildenstein. En 1700, pour protéger les intérêts de la principauté, il nomme un juriste et diplomate de talent, Antoine-Richard Brunck, chancelier de la principauté. Pour limiter les conflits avec le chapitre de l'abbaye, il accepte l’élection de son ancien compétiteur, Léger Zinth de Kentzingen, à la dignité de doyen de Murbach, et choisit en 1704 un coadjuteur parmi le chapitre, Célestin de Beroldingen. Il rédige des capitulaires organisant un nouveau partage des revenus de la principauté. Ces différentes mesures ont permis une réconciliation avec le chapitre de Murbach et son installation comme abbé de Murbach le 6 novembre 1704. Le 1er août 1706 il est ordonné prêtre.
Il fait restaurer le château de Wattwiller, résidence des princes-abbés. Entre 1699 à 1705, il fait construire par l'architecte Mathieu David le manoir de Wesserling. De 1700 à 1718, il fait relever de ses ruines le château de Neuenburg à Guebwiller, la résidence principale des princes-abbés, par Sylvain Golbery puis, à partir de 1715, par l’architecte autrichien Peter Thumb.
Il est devenu seigneur et abbé commendataire de Gorze en 1688. Il fait construire, entre 1696 à 1699, un nouveau palais abbatial par l'architecte et sculpteur Pierre Bourdy/Bourdict.
Il est mort à la suite d'une chute de cheval. Il est inhumé à Guebwiller mais sa tombe n'existe plus.

## Famille
- Ferdinand-Charles de Loewenstein-Wertheim-Rochefort (1616-1672), marié avec Marie-Anne de Furstenberg-Heiligenberg (1634-1705),
  - Marie-Anne de Loewenstein-Wertheim (1652-1688), mariée 1669 avec Guillaume de Hesse-Rheinfels-Rotenbourg (1648-1725)
  - Éléonore de Loewenstein-Wertheim (1653-1706), abbesse de Thorn,
  - Ernestine Barbara Dorothée de Loewenstein-Wertheim (1654-1698), mariée en premières noces, en 1671, avec Eric Adolphe de Salm-Reifferscheidt (Limbourg) (1619-1678) et en secondes noces avec Jean Charles Serényi de Kis-Serény (vers 1625-1691),
  - Maximilien-Charles de Loewenstein-Wertheim-Rochefort (1656-1718), marié en 1678 avec Marie Polyxène Khuen von Belasi (morte en 1712),
  - Philippe Eberhard Joseph de Loewenstein-Wertheim (1657-1720)
  - Amélie Thérèse de Loewenstein-Wertheim (1659-1701), mariée en 1682 avec François André Orsini von Rosenberg (1653-1698)
  - François Léopold de Loewenstein-Wertheim (1661-1682), chanoine à Cologne et major général des armées impériales,
  - Madeleine-Élisabeth de Loewenstein-Wertheim (1662-1733), mariée en 1688 avec Walrad de Nassau-Usingen (1635-1702), princesse douairière de Nassau-Sarrebruck,
  - Ferdinand Hermann de Loewenstein-Wertheim (1663-1684), chanoine à Cologne,
  - Marie-Sophie de Loewenstein-Wertheim (1664-1736), mariée avec Philippe de Courcillon, marquis de Dangeau, conseiller d’État, gouverneur de Touraine, et mémorialiste,
  - Christine Thérèse de Loewenstein-Wertheim (1665-1730), mariée en prmières noces en 1687 avec Albert de Saxe-Hall-Weissenfels (1659-1692), et en secondes noces en 1695 avec Philippe Erasme de Liechtenstein (1664-1704)
  - Jean-Ernest de Löwenstein-Wertheim (1667-1731), abbé commendataire de Saint-Jean-des-Prés entre 1702 et 1731, évêque de Tournai, entre 1713 et 1731,
  - Guillaume de Löwenstein-Wertheim (1668-1693)
  - Wilhelmine de Löwenstein-Wertheim (1671-1732)